# 大庭神社
大庭神社（おおばじんじゃ）とは、延長5年（927年）の『延喜式神名帳』に記載された相模国の延喜式内社十三社の内の一社（小社）であるが、二つの論社（比定社）が存在する。両社間は距離にして約1.5km（徒歩20分程）と比較的近い。本項ではこの両社について併記している。

## 大庭神社（藤沢市稲荷）
大庭神社は、神奈川県藤沢市稲荷に鎮座する神社である。引地川沿いの丘陵に位置する。江戸時代には「天神宮」、「大庭大明神」、「大庭天満宮」と呼称されていた。

### 祭神
- 神皇産靈神（主祭神）
- 菅原道眞
- 大庭三郎景親

### 由緒
平安時代に編纂された『延喜式神名帳』には「高座郡大庭神社」と記載されているものの、近世以前のその他の記録（社伝）は存在しない。当社の由緒に関する境内案内板では「相模十三社の一にして小社に列せられ 当地は往古より旧地なりと伝承す」と書かれている。
境内にある梵鐘は享保6年（1721年）の鋳造で、当初は「天満天神宮」と書かれていたとされるが、この文字は削り取られて新たに「大庭大明神」という文字が彫られたと伝えられる。また、藤沢市の教育委員会が出版している『藤沢の文化財』によると、明治以前の当社は「天神社」という名で呼称されていたとのことである。
安永6年（1777年）、神祇伯資顯王によって大庭城を拠点としていた大庭三郎景親を、さらに天明3年（1783年）には諏訪部定太郎、山崎六郎兵衛包高らの願いによって菅原道眞をそれぞれ勧請（合祀）した。明治の神仏分離令以前は当社の裏にある成就院が別当寺として、当社の管理を行なっていた。

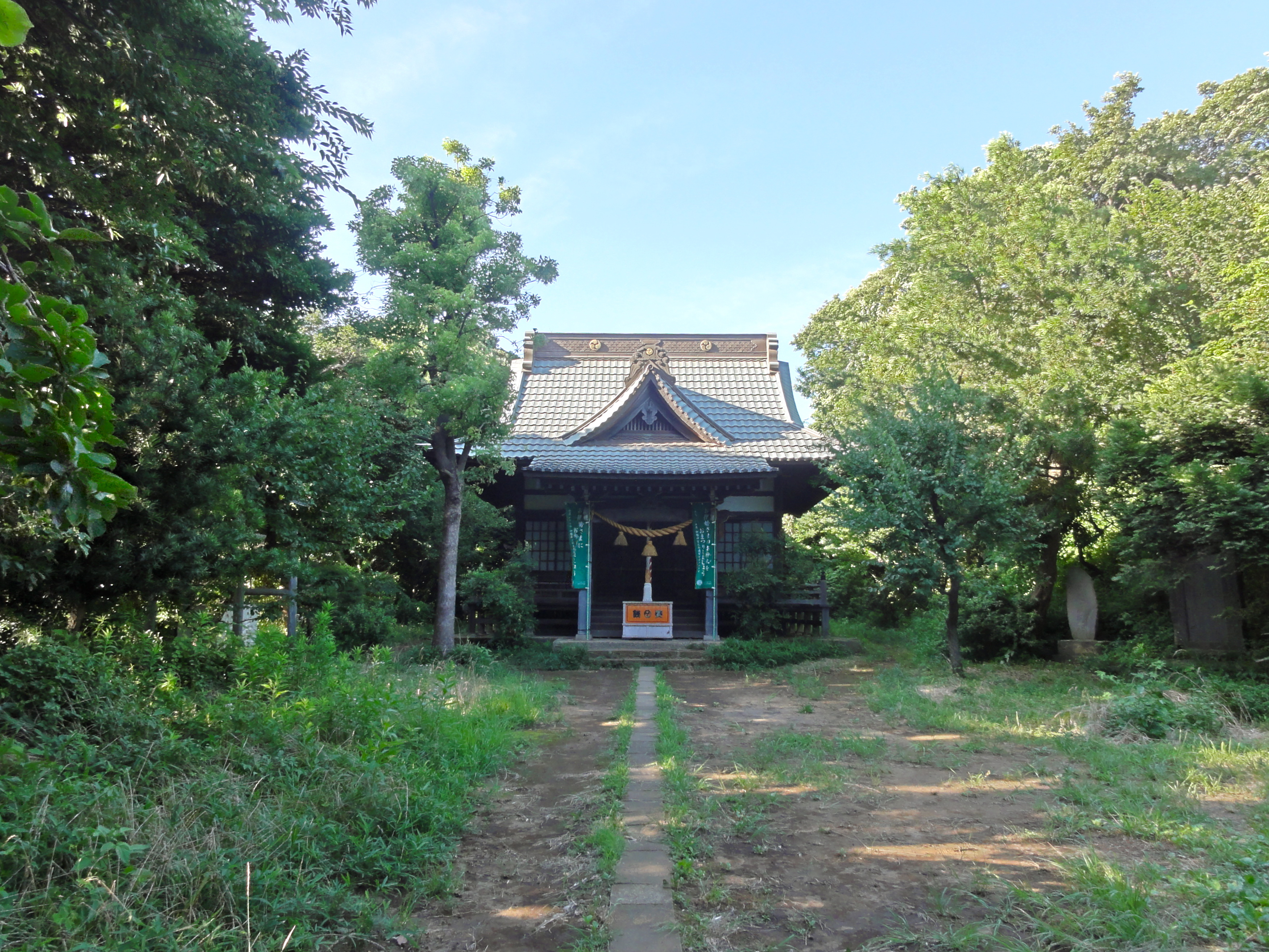
拝殿 （2010年7月）
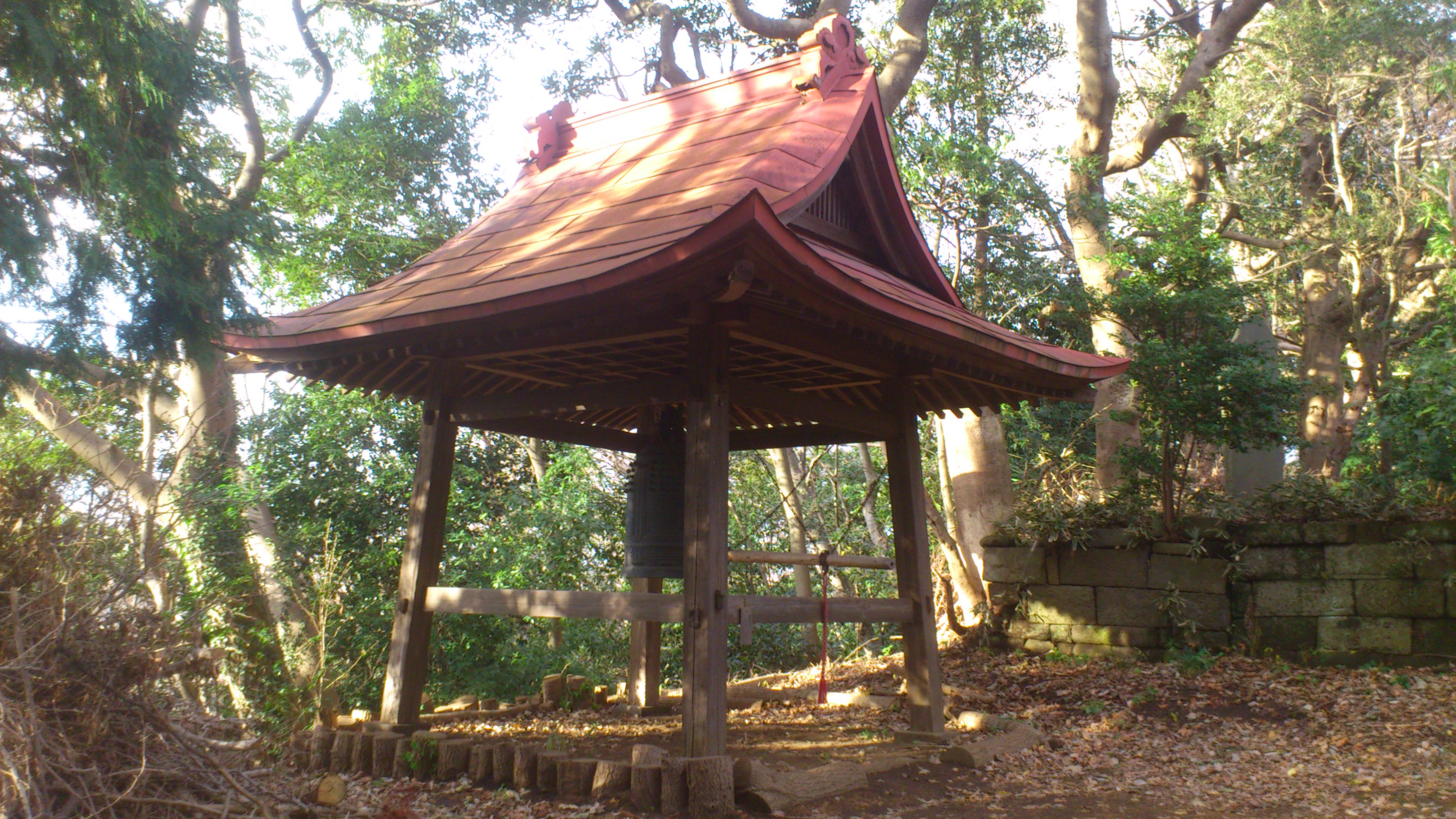
境内の梵鐘
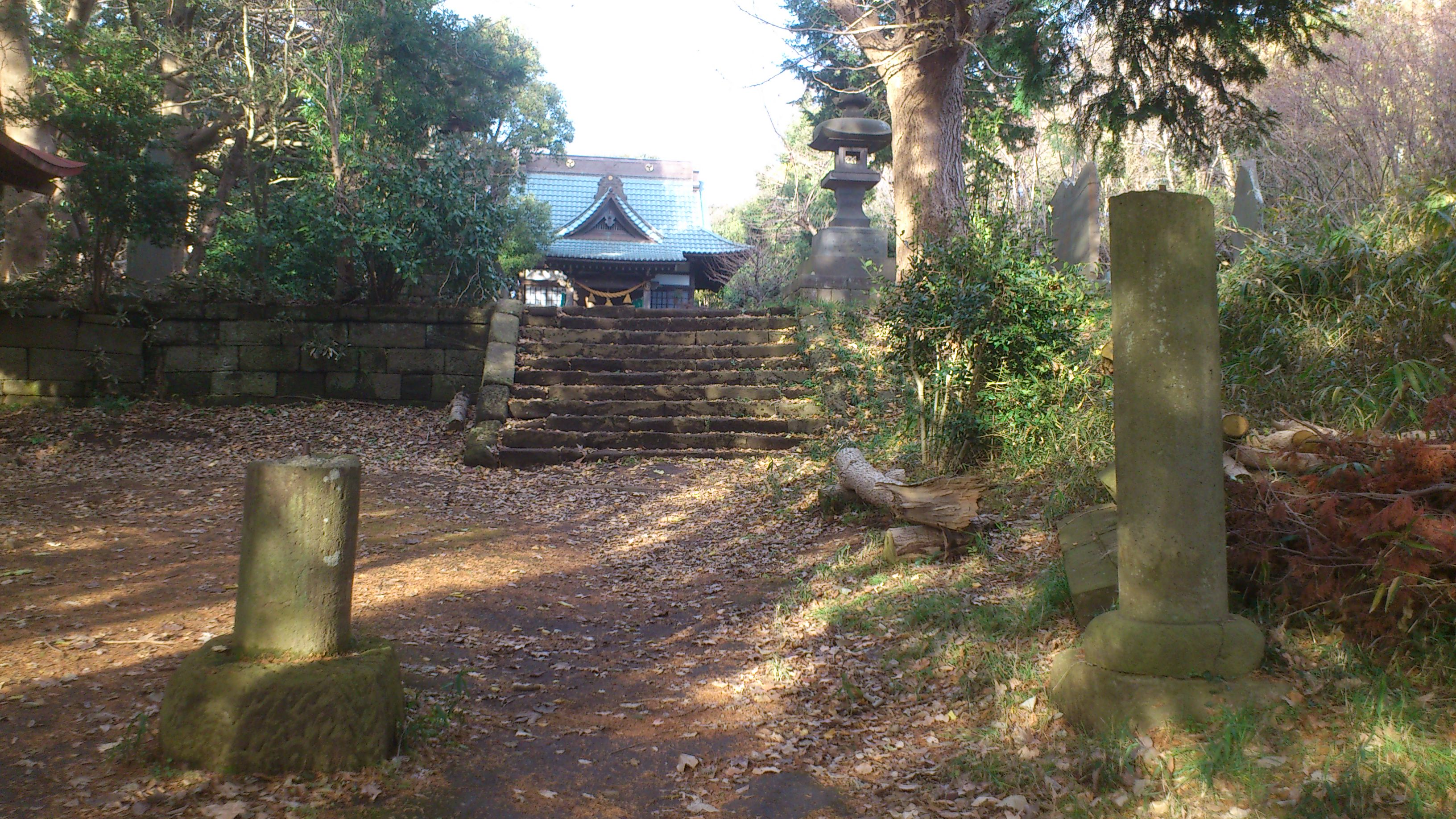
関東大震災により崩れた鳥居の跡

### 交通
- 小田急線の藤沢駅北口〜湘南台駅西口間を走るバスに乗車、「天神社前」下車。
- 小田急線善行駅から徒歩25分程。

### 大庭神社を舞台とした作品
- ふたつのスピカ - 2009年に、NHK総合テレビの「ドラマ8」枠で放送されたテレビドラマ版のロケーション撮影が行われた[4]。

## 熊野神社（藤沢市大庭）

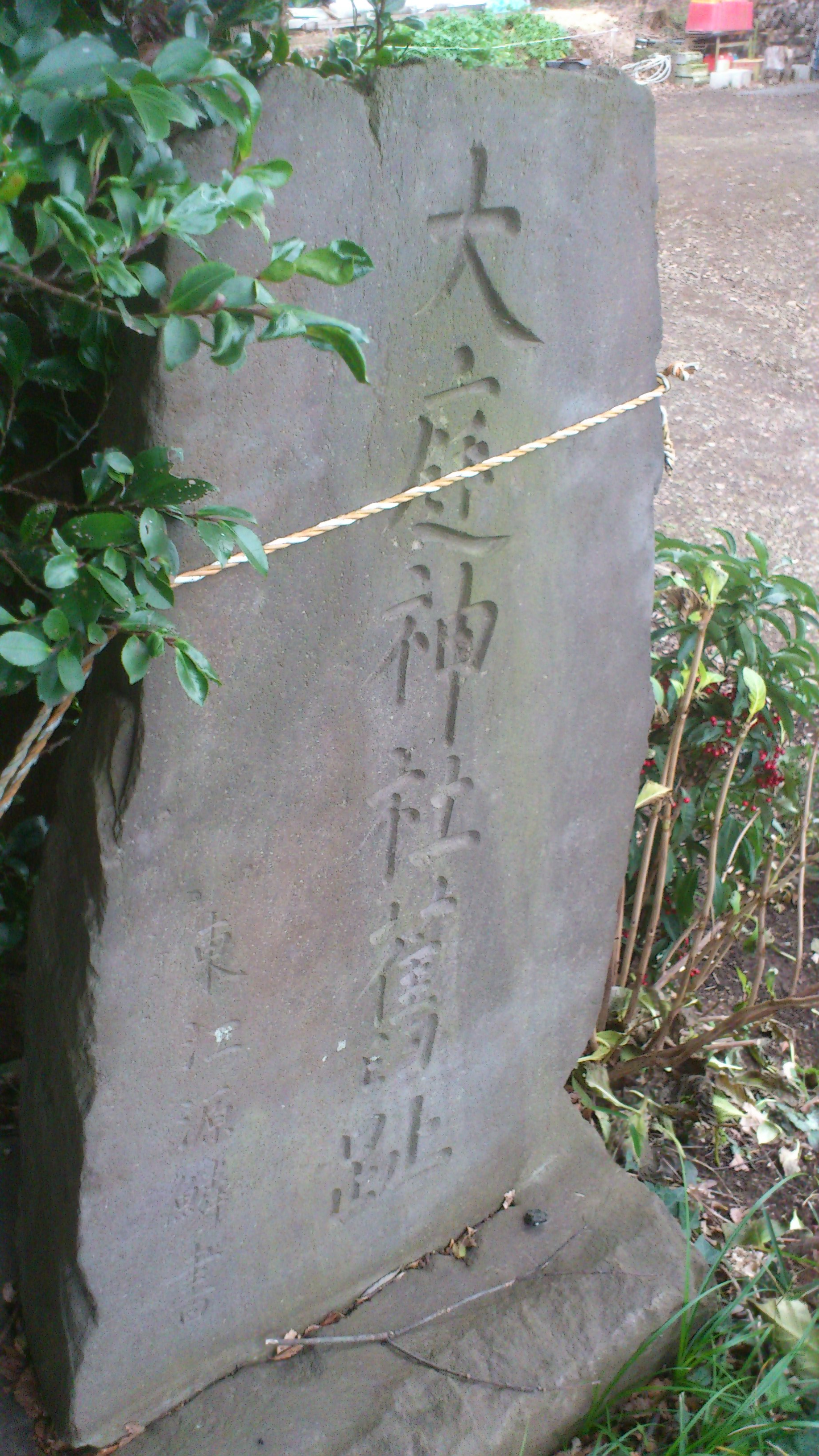
鳥居横にある石碑
「大庭神社舊趾」と刻まれている

熊野神社（くまのじんじゃ）は、神奈川県藤沢市大庭に鎮座する神社である。江戸時代には「御霊社」、「権現社」と呼称されていたが、境内の石碑や案内板には「大庭神社舊趾」、あるいは「大庭神社旧跡」という表記も見られる。

### 祭神
- 熊野久須比命

### 大庭神社の旧跡と大庭郷
この地が大庭神社の旧跡と伝えられている。当地の前方に広がる丘陵地からは縄文時代前期の土器や弥生時代・奈良時代の住居跡が見つかる（大庭築山遺跡）など、古くから大庭郷の集落が形成されていたと推測される。

### 由緒
同市稲荷の大庭神社（前節参照）と同様に近世以前の記録（社伝）は存在しない。
当社が大庭神社（大庭社）の旧跡とされたのは江戸時代の文化・文政（1804年 - 1830年）になってからのことである。前述の『藤沢の文化財』では、本来は当社が延喜式内社の「大庭神社」であったが、その後、何らかの理由により稲荷の大庭神社が延喜式内社と目されるようになったと考察している。
一方、同市宮前にある御霊神社から分霊（分社）したともされる。
天保4年（1833年）、山崎六兵衛雅彦により石造の鳥居が寄進された。なお、こちらの社についても明治の神仏分離令まで、成就院が管理を行なっていた。

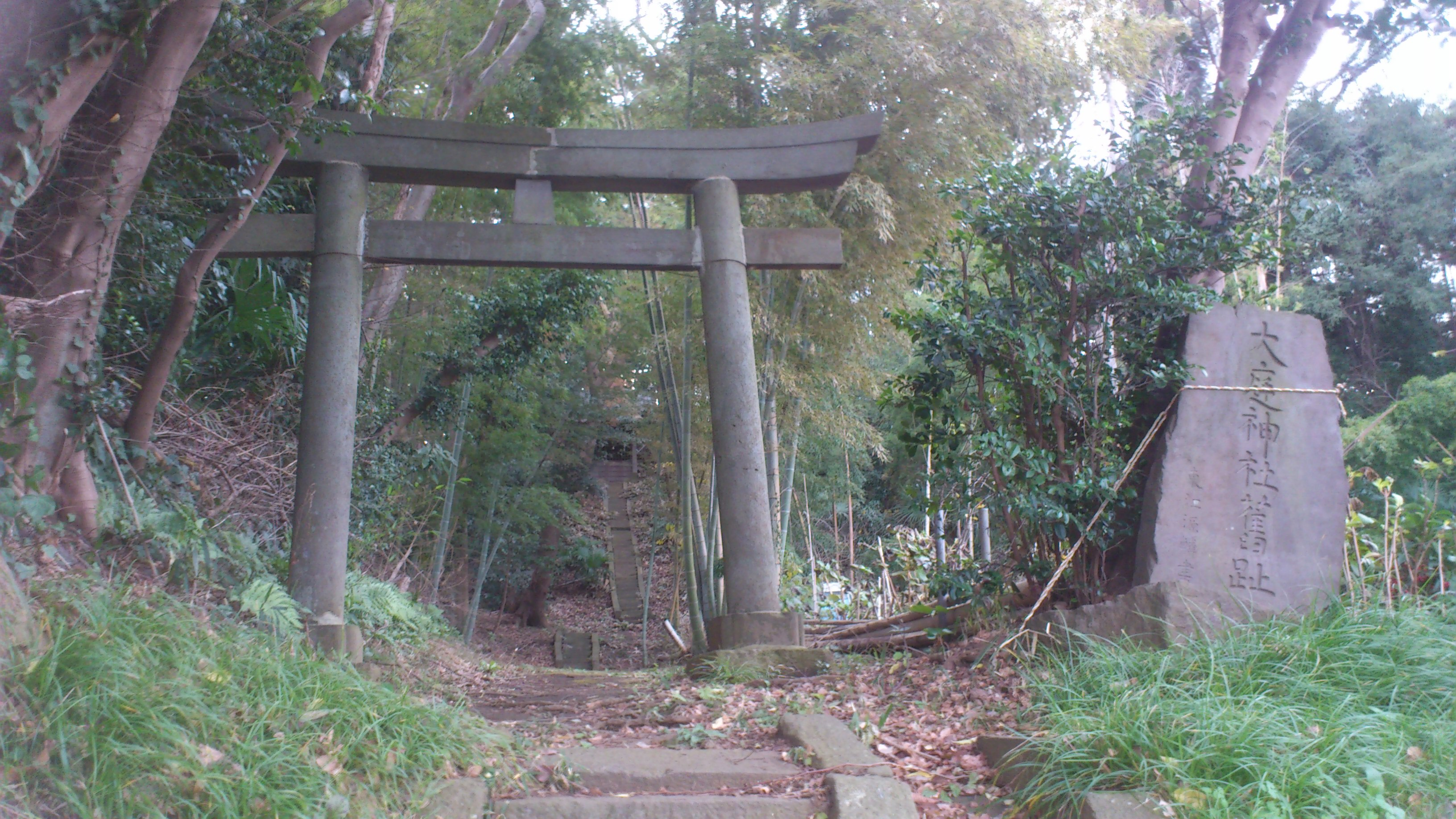
石造の鳥居
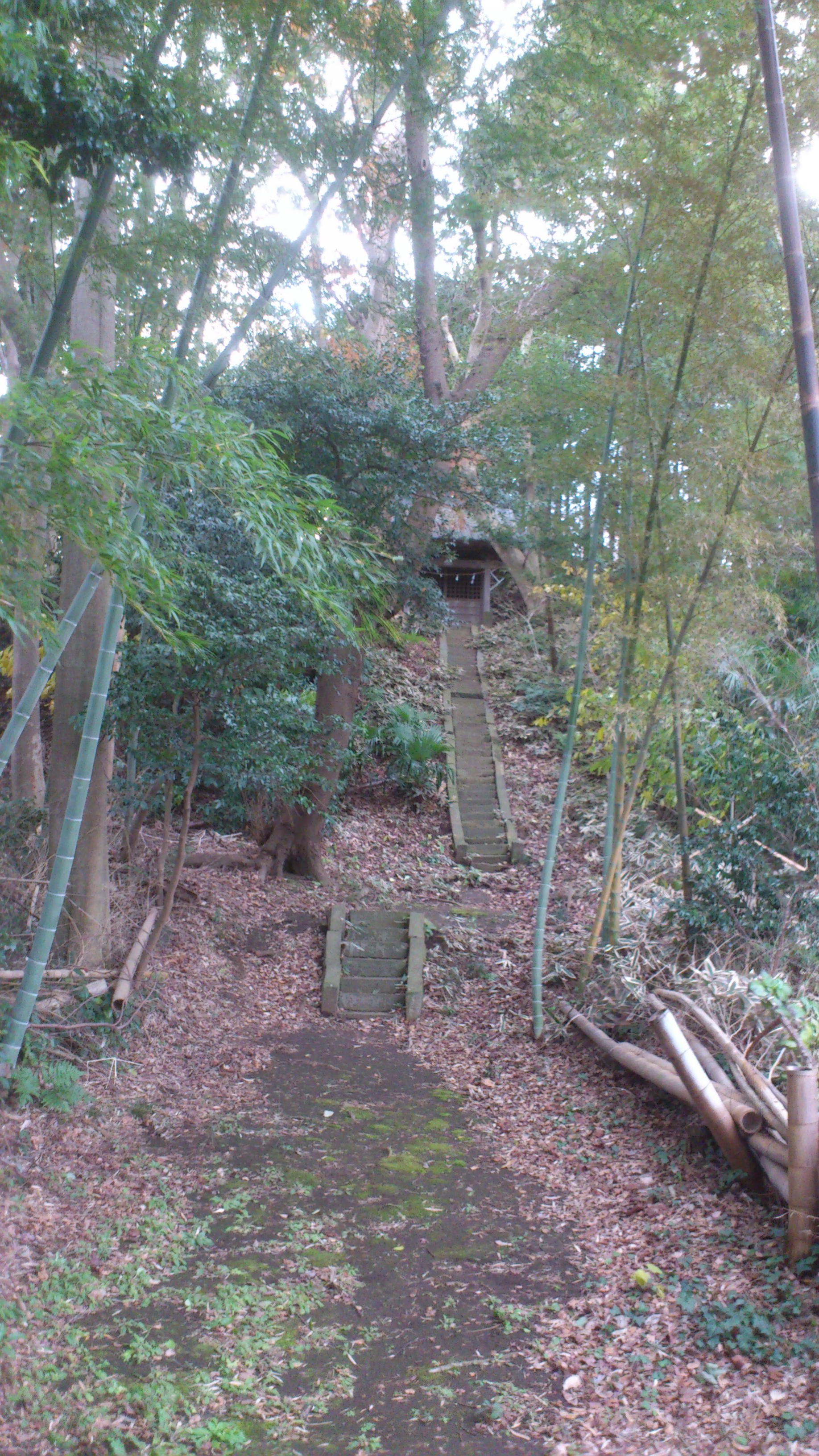
拝殿までの参道
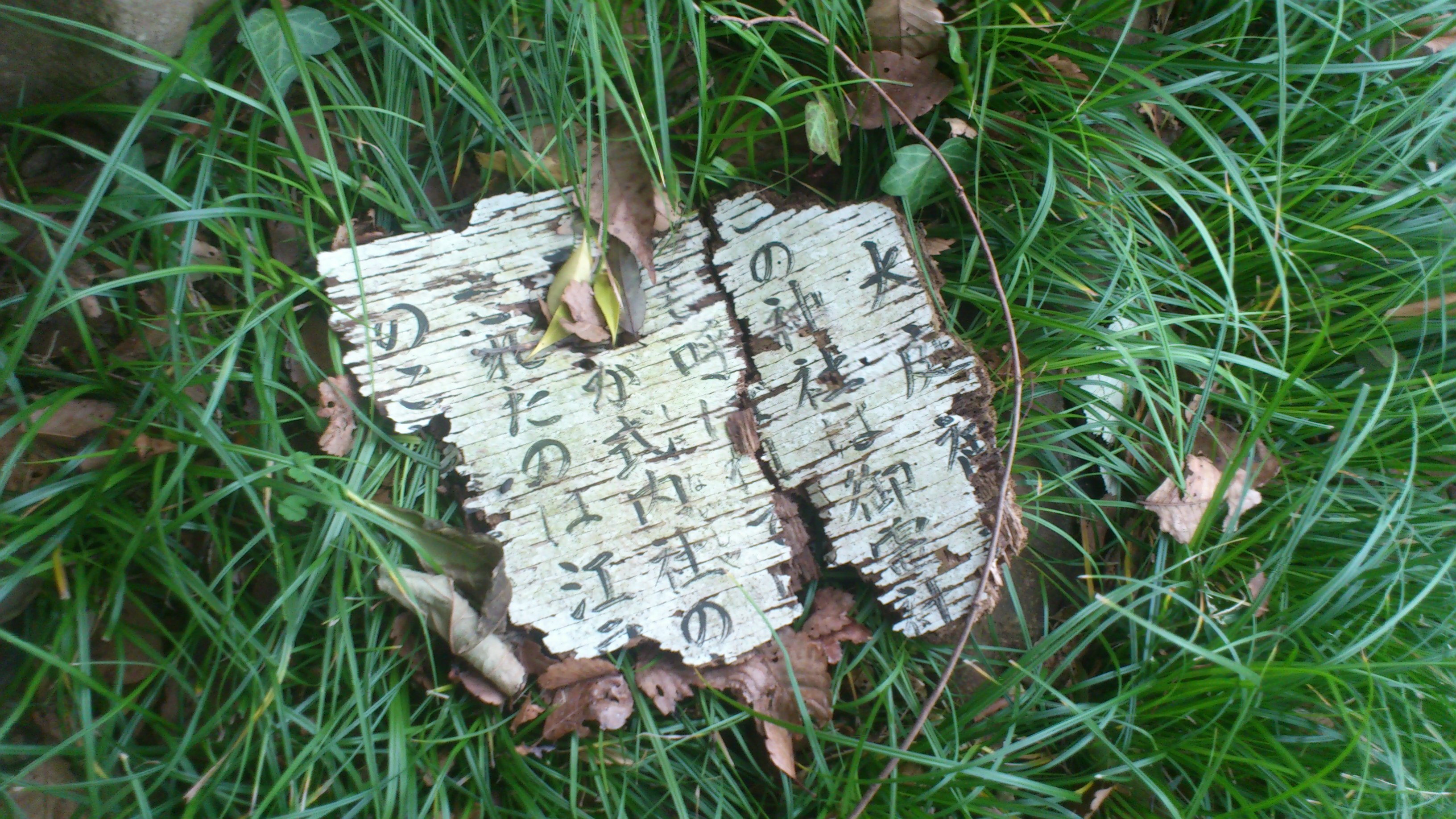
朽ちた案内板

### 交通
- 小田急線の藤沢駅北口〜湘南台駅西口間を走るバスに乗車、「大六天」下車。

## 備考
現在、皇大神宮が両社の管理を兼務しているため、御朱印などはこちらでもらう必要がある。